# Герб Ланівців
Герб Ла́нівців — символ міста Ланівці, затверджений 12 жовтня 2016 року рішенням сесії міської ради.

## Опис
Щит напівкруглий червоного кольору. У полі щита розташовані три фігури. Брама (ворота) — символізує духовне життя міста, відродження, вхід у нове життя, стійкість, героїзм, силу захисників, справедливість і мудрість. Сонце — символ знання, милосердя, істини, багатства і добробуту. Герб Яловицьких (Єловицьких) увінчаний волинським хрестом — символ історичної тяглості (від першої згадки про Ланівці 1444 року), шанування традицій і культурної спадщини; належності міста до Великої (історичної) Волині. Щит вписаний у декоративний картуш, увінчаний міською короною. Червоний колір означає хоробрість та лицарські чесноти, любов, мужність, великодушність.

## Історія
Гербом міста могла бути родова відзнака Єловицьких: увінчаний хрестом двозуб із вістрям, опущеним донизу. У польських гербовниках цей герб трактували по-інакшому: на червоному полі срібна брама, на ній срібний хрест.
У 1870-х рр. львівський краєзнавець Антоній Шнайдер запропонував проєкт герба Ланівців, базований на родовій відзнаці пізніших власників поселення Ржевуських: на блакитному тлі срібна підкова, супроводжувана внизу золотим хрестом і увінчана половиною такого самого хреста. Проєкт не отримав офіційного затвердження.